# Peter Austin (językoznawca)
Peter Kenneth Austin (ur. 1952) – językoznawca i autor słowników. Do jego zainteresowań naukowych należą: językoznawstwo opisowe, teoretyczne i stosowane, teoria i praktyka dokumentacji językowej, typologia języków, składnia teoretyczna, gramatyka leksykalno-funkcjonalna, analiza lingwistyczna wspomagana komputerowo i leksykografia.
Zajmuje się badaniem języków zagrożonych. Ma bogate doświadczenie w pracy nad językami australijskimi oraz indonezyjskimi językami sasak i sumbawa. Jego bibliografia obejmuje 21 książek, 7 słowników dwujęzycznych oraz ponad 70 artykułów.
W 1974 r. uzyskał bakalaureat z językoznawstwa na Australjskim Uniwersytecie Narodowym. Doktoryzował się tamże w 1978 r. na podstawie pracy poświęconej australijskiemu językowi diyari (dieri). W 2020 r. był zatrudniony na Uniwersytecie Londyńskim.
Sporządził opis gramatyki języka diyari i podjął działania na rzecz jego rewitalizacji.

## Wybrana twórczość
Opracowano na podstawie źródła:
- Transitivity and Voice in Austronesian Languages (red., 2008)
- 1,000 Languages (red., 2008)
- Critical Concepts in Linguistics: Endangered Languages (red., 2011)
- Handbook of Endangered Languages (red., 2011)
- Language documentation (2012)
- Too many nasal verbs: dialect variation in the voice system of Sasak (2012)
- Language documentation and meta-documentation (2013)
- Endangered Languages (red., 2014)
- And still they speak Diyari: the life story of an endangered language (2014)
- Language documentation 20 years on (2015)
- Language, Land and Song: Studies in honour of Luise Hercus (red., 2016)